# 13744 Rickline
13744 Rickline este un asteroid din centura principală de asteroizi.

## Descriere
13744 Rickline este un asteroid din centura principală de asteroizi. A fost descoperit pe 22 septembrie 1998 la Stația Anderson Mesa în cadrul programului LONEOS. Asteroidul prezintă o orbită caracterizată de o semiaxă mare de 2,69 ua, o excentricitate de 0,10 și o înclinație de 6,1° în raport cu ecliptica.